# Cerys Matthews
Cerys Matthews (Cardiff, 11 aprile 1969) è una cantautrice gallese.

## Biografia
Salita alla ribalta come membro dei Catatonia, Cerys Matthews si è esibita al Glastonbury Festival nel 2000 al fianco dei Pet Shops Boys. Il suo album di debutto Cockahoop è stato pubblicato nel 2003 ed ha raggiunto la 30ª posizione della Official Albums Chart. In quella dei singoli, invece, ha scalato la classifica con la collaborazione con gli Space The Balland of Tom Jones, che è stato certificato disco d'argento in madrepatria, e con Baby, It's Cold Outside, Caught in the Middle e Open Roads, arrivati rispettivamente alla numero 17, 47 e 53. Nel 2006 è uscito il suo secondo disco solista Never Said Goodbye, supportato da un tour nazionale. A novembre 2007 ha partecipato al reality I'm a Celebrity... Get Me Out of Here!, dove si è classificata quarta. Da allora ha pubblicato altri sette album, tra cui Tir nel 2010, una raccolta di brani tradizionali in lingua gallese. Nel 2014 è stata nominata membro dell'Ordine dell'Impero Britannico e nello stesso anno ha ricevuto una laurea honoris causa dall'Università di Swansea.

## Discografia

### Album in studio
- 2003 – Cockahoop
- 2006 – Never Said Goodbye
- 2007 – Awyren = Aeroplane
- 2009 – Don't Look Down
- 2010 – Tir
- 2011 – Explorer
- 2012 – Baby It's Cold Outside
- 2013 – Hullabaloo
- 2014 – Dylan Thomas : A Child's Christmas, Poems and Tiger Eggs

### Singoli

#### Come artista principale
- 1999 – Baby, It's Cold Outside
- 2003 – Caught in the Middle
- 2005 – 1-2-3
- 2006 – Open Roads
- 2007 – Some Kind of Wonderful (con Ales Jones)
- 2009 – Arlington Way
- 2010 – Into The Blue / Mae Angen Llong Ar Gapten
- 2011 – Sunset Spirals

### Come artista ospite
- 1998 – The Ballad of Tom Jones (Space feat. Cerys Matthews)